# Meczet Haduma
Meczet Haduma – meczet w Djakowicy w Kosowie, wzniesiony w ostatniej dekadzie XVI wieku (1594/95) z fundacji Haduma Sulejmana Efendiego - Haduma Agi.  

## Historia
Został zbudowany na terytorium należącym do Jakë Vula, w obrębie Starego Bazaru. Prostokątna, jednokopułowa budowla jest klasycznym przykładem meczetu w lokalnym stylu. Wokół meczetu znajdują się groby z rzeźbionymi dekoracjami i wygrawerowanymi inskrypcjami w języku tureckim osmańskim, należące do najbardziej szanowanych niegdyś rodzin w mieście. W skład kompleksu meczetu wchodził niegdyś również budynek łaźni (hamamu), który został zniszczony podczas II wojny światowej. Wejścia pokryte są malowidłami kwiatowymi, geometrycznymi kształtami, cytatami z Koranu i arabeskami. W 1999 r. budowle pierwotnie otaczające meczet zostały doszczętnie spalone - przetrwał jedynie sam dom modlitwy oraz minaret. W 1999 r., kiedy rozpoczęła się interwencja NATO przeciwko Jugosławii, serbska policja i bojówki podpaliły meczet. Pożar spowodował wiele szkód w kompleksie. Biblioteka (w której przechowywano książki i manuskrypty liczące setki lat), szkoła religijna, drewniany portyk spłonęły, zniszczony został także minaret. W 2000 r. zgodę na odbudowę kompleksu uzyskał Saudi Joint Relief Committee, który zdecydował o rozbiórce uszkodzonych budynków szkoły religijnej i biblioteki, by na ich miejscu mogło powstać nowe centrum religijne. Prace rozpoczęto w 2000 r. i zakończono w 2002. W 2003 r. organizacja Cultura Heritage without Borders przejęła odpowiedzialność za prace nad restauracją meczetu. Wówczas odnowiono uszkodzony minaret, kopułę, portyk, fasady, okna i odbudowano budynek biblioteki. Prace zakończono w 2005 r.

### Architektura
Jednoprzestrzenna sala modlitewna przykryta jest kopułą wzniesioną na pendentywach. Kopuła ma średnicę 13,5 m, wysokość sali modlitewnej to 12,6 m. Kopułę podtrzymuje osiem pilastrów i pendentywów. W ścianach sali znajduje się 11 okien, po trzy na każdej ścianie - jedynie na północno-zachodniej wykuto dwa. Na trzech ścianach okna są rozmieszczone w dwóch rzędach w następującym porządku: w jednym, niższym rzędzie dwa okna z architrawami i jedno nad nimi, zwieńczone ostrołukowym obramowaniem.  
Mihrab w meczecie Haduma znajduje się w centrum południowo-wschodniej ściany, zwrócony w kierunku Mekki. Po prawej stronie mihrabu położony jest minbar, w całości wykonany z drewna, pokryty malowidłami i rzeźbiony. Mahfil, czyli galeria, wykonana jest w całości z drewna i wsparta na drewnianych kolumnach. Galeria znajduje się po północno-zachodniej stronie meczetu, nad wejściem do sali modlitwy, na całej szerokości ściany. Również galeria zdobiona jest malowidłami z motywami kwiatowymi.  
Portyk znajduje się na północno-zachodniej fasadzie meczetu i ma tradycyjny kształt, typowy dla tego rodzaju budynków. Przestrzeń ta służyła dla modlitwy w sytuacji, gdy wewnątrz nie było dość miejsca dla wszystkich wiernych lub dla tych, którzy spóźnili się na wspólną modlitwę. Portyk pokryty trzema małymi kopułami pokrytymi ołowiem. Podłoga w tej części obiektu była niegdyś pokryta sześciokątnymi płytami z terakoty. Kolumny portyku nie mają podstaw, ale są zbudowane z masywnych kamieni. Elementami dekoracyjnymi tych kolumn są mosiężne pierścienie. Minaret, połączony z meczetem przez wejście usytuowane na galerii, położony jest po prawej stronie sali modlitewnej.   
Meczet zdobiony jest malowidłami z motywami krajobrazowymi, roślinnymi, gwiazdami, różnymi figurami geometrycznymi oraz kunsztownie zapisanymi wersetami Koranu. Dwie starsze warstwy malowideł sięgają XVII-XVIII w., trzecia, jak sugeruje data zapisana na tympanonie, powstała w 1844.  